# Bracon steppecola
Bracon steppecola är en stekelart som beskrevs av Vladimir Ivanovich Tobias 2000. Bracon steppecola ingår i släktet Bracon och familjen bracksteklar. Inga underarter finns listade.